# Bodo Daus
Bodo Daus (* 9. September 1957) ist ein ehemaliger deutscher Fußballspieler.

## Werdegang
Der Abwehrspieler Bodo Daus begann seine Karriere in der Jugend von Arminia Bielefeld. Im Sommer 1976 wechselte er zum Zweitligaaufsteiger SC Herford. Dort debütierte er am 21. August 1976 beim 1:0-Sieg der Herforder bei Bayer 05 Uerdingen. Es folgten noch zwei weitere Zweitligaeinsätze, bevor er in der folgenden Spielzeit 1977/78 nicht mehr zum Einsatz kam. Daus wechselte daraufhin zur SpVgg Fichte Bielefeld, mit der er zunächst viele Jahre in der Landesliga spielte und im Jahre 1990 in die Verbandsliga Westfalen aufstieg.